# Johannes Carstensen
Johannes Carstensen (født 30. januar 1924 i Sønderborg, død 26. december 2010 i København) var en dansk kunstmaler. 
Johannes Carstensen blev uddannet håndværksmaler, men fortsatte som elev på Kunstakademiet i København fra 1950 til 1954, hor han modtog undervisning af Aksel Jørgensen, som sammen med Erik Hoppe var en vigtig inspirationskilde for ham i 1950erne. Han var på studieophold i  Italien 1951 og i  Frankrig,  Spanien,  Nordafrika i 1953.  Omkring 1970 var han lærer ved Det jyske Kunstakademi. Den 30. oktober 1964 blev han gift med børnehavepædagog Ellen Larsen. I slutningen af 1960erne flyttede de til Veddinge Bakker i Odsherred
Carstensen anvendte overvejende jordfarver og andre afdæmpede nuancer, dog kan landskabsmotiverne have en rødlig eller orange helhedstone. Han er meget alsidig i sit motivvalg, og opstillinger og landskabsbilleder ses ved siden af figurbilleder og selvportrætter. Han arbejdede med temaer, som klovner, kranier, masker og både. Alle motiver males ud fra en naturalistisk grundholdning, men kan være så forenklede, at de nærmer sig det non-figurative. Han var eksperimenterende, også med hensyn til valg af materialer. Han har arbejdet med mosaik, olie på lærred og på træ, akvarel og som tegner  og grafiker .

## Værker (udvalg)
- Huse og sol (1958), Sønderborg Slot
- Både på stranden (1978), Kunstmuseet i Tønder
- Havnen i Cagnes (1975), Statens Museum for Kunst
- Havn (1982), Statens Museum for Kunst
- Landskab med sol (1968) (mosaik) Grundtvigsparken, Sønderborg